# Caso Elizabeth Morgan
El caso de Elizabeth Morgan fue un concurso local e internacional de custodia de menores entre Elizabeth Morgan y Eric Foretich sobre su hija, Hilary Antonia Foretich. Duró de 1983 a 1997 y tuvo lugar en Washington D. C. y más tarde en Christchurch, Nueva Zelanda. Le costó a las partes más de $4 millones en honorarios legales. Los juicios y las audiencias generaron más de 4.000 páginas de transcripciones. Se publicaron más de 1.000 noticias, revistas y artículos jurídicos sobre el caso.

## Lucha por la custodia
Hilary Antonia Foretich (nacida en 1982), más tarde conocida como Ellen Morgan, fue el centro de este conocido caso de custodia internacional.
Elizabeth Morgan había alegado que Foretich había abusado sexualmente de su hija, una acusación que él ha negado y que nunca ha sido probada en la corte.
En 1987, los abuelos maternos de Hilary la llevaron a Nueva Zelanda, desafiando la orden judicial de que Hilary tuviera visitas no supervisadas con su padre, Eric Foretich. Su madre, la cirujana plástica Elizabeth Morgan, pasó 25 meses detenida de 1987 a 1989 por desacato al tribunal de Washington D. C., por negarse a revelar el paradero de Hilary.
Morgan era la tercera esposa de Foretich. La segunda esposa de Foretich también lo había acusado de abuso sexual de su hija, Heather (nacida en 1980). Foretich negó esos cargos, y ha dicho repetidamente que las dos mujeres han actuado en connivencia.
El representante Frank Wolf presentó el proyecto de ley que se convirtió en la Ley de Limitación de Prisión por Desobediencia Civil del Distrito de Columbia en 1989. Elizabeth Morgan fue liberada después de 759 días por una Ley del Congreso, la Ley de Limitación de Prisión por Desobediencia Civil del Distrito de Columbia, en 1989 y se unió a su hija y a sus padres en Nueva Zelanda.
En 1992, la historia del caso se convirtió en una película para televisión y se estrenó como A Mother's Right: The Elizabeth Morgan Story; Foretich demandó a ABC, quien le pagó a Foretich un acuerdo relacionado con la forma en que Foretich fue representado en la película.
Foretich buscó y encontró "Ellen" en Christchurch, Nueva Zelanda. Viajó hasta allí e intentó obtener algo de custodia de su hija, pero los tribunales de ese lugar mantuvieron el statu quo y Foretich afirmó que ya no podía seguir adelante con el asunto desde el punto de vista financiero.

## Volver a los Estados Unidos
En 1996, el Congreso aprobó la otra ley, la Elizabeth Morgan Act, que permitía a Hilary, que para entonces se hacía llamar Ellen Morgan, decidir si quería ver o no a su padre. Wolf volvió a involucrarse en el caso cuando apoyó el proyecto de ley que se convirtió en el proyecto de ley que se convirtió en la Ley Elizabeth Morgan.
La niña de 14 años "Ellen" regresó con su madre a Estados Unidos, pero se negó a ver a su padre. Foretich interpuso una demanda en 1997, y la ley fue revocada como proyecto de ley por el Tribunal de Apelaciones de Estados Unidos para el Distrito de Columbia en 2003, pero no tuvo ningún efecto práctico en Hilary, que para entonces tenía 21 años y podía elegir por sí misma si quería ver o no a su padre. Hilary Foretich, que se llamaba Ellen Morgan cuando estaba en Nueva Zelanda, empezó a llamarse a sí misma Elena Mitrano.

### Textos citados
- In Full Bloom: Tales of Women in Their Prime. August House. 1999. ISBN 0874835763.
- Hilary's Trial: The Elizabeth Morgan Case, A Child's Ordeal in America's Legal System. Simon & Schuster. 1991. ISBN 0671691767.

- Datos: Q25990541